# Amiga Schallplatten
Amiga Schallplatten was een platenlabel in de voormalige Duitse Democratische Republiek, waarop muziek in verschillende genres uitkwam. Het was een label van de staats-muziekuitgever VEB Deutsche Schallplatten, een uitgever die het monopolie had om platen uit te brengen in de DDR. Het label werd in 1947 opgericht door de Duitse acteur en zanger Ernst Busch, het label heette toen AMIGA. Op het label werd popmuziek uitgebracht, rockmuziek, jazz, folkmuziek, schlagers en bijvoorbeeld chansons. Er werden rond de 2200 albums uitgebracht en zo'n 5000 singles (in totaal 30.000 songs). In 1994 werd het label onderdeel van de Bertelsmann Music Group, die het label Amiga ging noemen. Sinds de verwerving heeft de onderneming zo'n 200 platen met Amiga-materiaal (her-)uitgebracht.